# Севериновская сельская община
Севериновская сельская община (укр. Северинівська сільська громада) — территориальная община в Жмеринском районе Винницкой области Украины. Административный центр — село Севериновка.
Площадь общины — 72,96 км², население — 3598 жителей (2018).

## История
Образована 9 сентября 2016 путём объединения Севериновского и Чернятинского сельских советов Жмеринского района. К общине присоединились Севериновский, Слобода-Межировский, Стодулецкий, Маньковецкий и Александровский сельские советы. Всего 7 сельских советов.

## Населенные пункты
В состав общины входят 19 населённых пунктов, среди которых 15 сёл и 4 посёлка.

### Посёлки
- Матейково
- Шевченково
- Мельники
- Хатки

### Села
- Севериновка (административный центр)
- Мельники
- Рожепы
- Сербиновцы
- Слобода-Межировская
- Стодульцы
- Александровка
- Кудиевцы
- Повал
- Голубовка
- Маньковцы
- Слобода-Чернятинская
- Токаревка
- Ульяновка
- Чернятин